# Palutrus meteori
Palutrus meteori is een straalvinnige vissensoort uit de familie van grondels (Gobiidae). De wetenschappelijke naam van de soort is voor het eerst geldig gepubliceerd in 1967 door Klausewitz & Zander.